# Premio Tomás Luis de Victoria
El Premio Iberoamericano de la Música Tomás Luis de Victoria se creó para premiar la trayectoria creativa de aquellos compositores vivos por su contribución al enriquecimiento de la vida musical de la comunidad iberoamericana a lo largo de su trayectoria profesional y a través de su labor.
Se otorga a compositores de la comunidad iberoamericana formada por España, Portugal y los países iberoamericanos.
El premio, considerado el equivalente al Cervantes de la música clásica, tiene una dotación económica actual de 20.000 euros, libres de impuestos, es convocado por la Fundación SGAE con el propósito de otorgar el más alto reconocimiento público a un compositor vivo que, a juicio del jurado internacional del premio, merezca esta distinción por su contribución al enriquecimiento de la vida musical de la comunidad iberoamericana a lo largo de su trayectoria profesional y a través de su labor.
Cada año instituciones culturales y científicas vinculadas a la música y la cultura iberoamericana en general —universidades, conservatorios superiores de música, institutos científicos, fundaciones culturales y musicales, festivales internacionales, orquestas y teatros líricos—, presentan candidatos, acreditando sus méritos
El jurado del premio estará compuesto por cinco personalidades de reconocido prestigio y de diferentes ámbitos de la música de los diferentes países de la comunidad iberoamericana, así como un secretario, con voz pero sin voto.
Todos ellos serán nombrados por la Fundación Autor y su composición es anunciada oportunamente a través de los medios de comunicación.

## Palmarés
Relación de galardonados:
- I Premio 1996: Harold Gramatges (Cuba, 1918-2008).
- II Premio 1998: Xavier Montsalvatge (España, 1912-2002).[2]
- III Premio 2000: Celso Garrido Lecca (Perú, 1926).
- IV Premio 2002: Alfredo del Mónaco (Venezuela, 1938-2015).[3]
- V Premio 2004: Joan Guinjoan (España, 1931-2019).[4]
- VI Premio 2005: Marlos Nobre (Brasil, 1939).[5]
- VII Premio 2006: Antón García Abril (España, 1933-2021).[6]
- VIII Premio 2008: Gerardo Gandini (Argentina, 1936-2013).[7]
- IX Premio 2009: Luis de Pablo (España, 1930-2021).[8]
- X Premio 2010: Leo Brouwer (Cuba, 1939).[9]
- XI Premio 2011: Josep Soler (España, 1935).
- No convocado en 2012.
- XII Premio 2013: Mario Lavista (México, 1943-2021).[1]
- XIII Premio 2014: Alcides Lanza (Argentina, 1929).[1]
- XIV Premio 2015: Xavier Benguerel (España, 1931).[1]
- XV Premio 2016: Tomás Marco (España, 1942).[10]
- XVI Premio 2017: Roberto Sierra (Puerto Rico, 1953).[11]
- No convocado en 2018.
- XVII Premio 2019: Horacio Vaggione (Argentina, 1943)
- No convocado en 2020.
- XVIII Premio 2021: Leonardo Balada (España, 1933)
- XIX Premio 2024: Tania León (Cuba, 1943)